# Wu Youxun

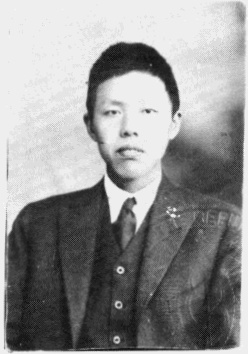
Wu Youxun

Wu Youxun, auch als Yui Hsun Woo und Y. H. Woo zitiert, (* 26. Februar 1897 in Gao’an; † 30. November 1977 in Peking) war ein chinesischer Physiker. Er war ein prominenter Vertreter der modernen Physik in China und beeinflusste zahlreiche Schüler in China.
Wu studierte an der University of Chicago, an der er 1925 bei Arthur Holly Compton mit einer Arbeit über den Compton-Effekt promoviert wurde. Der Compton-Effekt war Gegenstand von vielen Aufsätzen von Wu, er untersuchte ihn in verschiedenen Materialien und seine Temperaturabhängigkeit. 1926 war er wieder in China, wo er Mitglied der Fakultät an der Jiangxi Universität wurde. 1928 wurde er Professor an der Universität Südostchinas, an der Universität Peking und an der Tsinghua-Universität. 1937 bis 1945 war er Dekan der Fakultät für Naturwissenschaften an der Vereinigten Südwest-Universität in Kunming. 1946 wurde er Professor an der Jiaotong-Universität Shanghai und 1950 wurde er Direktor des Instituts für Physik der Chinesischen Akademie der Wissenschaften, deren Vizepräsident er gleichzeitig bis zu seinem Tod war.
1935 wurde er Mitglied der Leopoldina. 1958 bis 1977 war er Vizepräsident der China Association for Science and Technology.
2000 stiftete die chinesische physikalische Gesellschaft den Wu Youxun Prize in Kernphysik.